# Andrea Danzi
Andrea Danzi (San Martino Buon Albergo, 25 febbraio 1999) è un calciatore italiano, centrocampista svincolato.

## Caratteristiche tecniche
Giocatore dotato di forte personalità, può ricoprire tutti i ruoli del centrocampo, prediligendo la posizione di mediano. Veloce, resistente atleticamente e dotato di un ottimo senso della posizione, è molto abile nel possesso palla e nel dribbling, oltre che avere una grande visione di gioco. Per le sue caratteristiche è stato paragonato a Jorginho e Beniamino Vignola.

## Carriera
Cresciuto nel settore giovanile del Verona, il 1º luglio 2017 ha firmato il primo contratto professionistico con il club veneto, della durata di quattro anni. Ha esordito in Serie A il 18 aprile 2018, giocando da titolare la partita persa per 0-1 contro il Sassuolo. Gioca altre 4 gare nella stagione culminata con la retrocessione dell'Hellas.
L'anno successivo, il 19 novembre 2018 prolunga il suo contratto con il club fino al 2022. Il 17 dicembre seguente, realizza la sua prima rete da professionista, con la maglia degli scaligeri nella partita vinta 3-1 in casa contro il Pescara. Quella è stata la sua unica rete nelle sue 13 presenze in stagione (una di queste nei play-off nella semifinale di andata pareggiata 0-0 in casa contro il Pescara), culminata con la promozione del club.
Resta un altro anno e mezzo agli scaligeri dopo la promozione, non trovando spazio anche a causa di problemi fisici; questo fa sì che il 25 gennaio 2021 lui venga ceduto in prestito all'Ascoli.
Il 25 giugno seguente viene acquistato a titolo definitivo dal Cittadella.
Il 5 luglio 2024 viene acquistato dal Foggia, militante in Serie C.

## Statistiche

### Presenze e reti nei club
Statistiche aggiornate al 17 maggio 2025.
| Stagione          | Squadra           | Campionato        | Campionato | Campionato | Coppe nazionali | Coppe nazionali | Coppe nazionali | Coppe continentali | Coppe continentali | Coppe continentali | Altre coppe | Altre coppe | Altre coppe | Totale | Totale |
| Stagione          | Squadra           | Comp              | Pres       | Reti       | Comp            | Pres            | Reti            | Comp               | Pres               | Reti               | Comp        | Pres        | Reti        | Pres   | Reti   |
| ----------------- | ----------------- | ----------------- | ---------- | ---------- | --------------- | --------------- | --------------- | ------------------ | ------------------ | ------------------ | ----------- | ----------- | ----------- | ------ | ------ |
| 2017-2018         | Verona            | A                 | 5          | 0          | CI              | 0               | 0               | -                  | -                  | -                  | -           | -           | -           | 5      | 0      |
| 2018-2019         | Verona            | B                 | 12+1       | 1          | CI              | 0               | 0               | -                  | -                  | -                  | -           | -           | -           | 14     | 1      |
| 2019-2020         | Verona            | A                 | 1          | 0          | CI              | 0               | 0               | -                  | -                  | -                  | -           | -           | -           | 1      | 0      |
| 2020-2021         | Verona            | A                 | 2          | 0          | CI              | 1               | 0               | -                  | -                  | -                  | -           | -           | -           | 3      | 0      |
| Totale Verona     | Totale Verona     | Totale Verona     | 20+1       | 1          |                 | 1               | 0               |                    | -                  | -                  |             | -           | -           | 21     | 1      |
| gen.-giu. 2021    | Ascoli            | B                 | 14         | 0          | CI              | -               | -               | -                  | -                  | -                  | -           | -           | -           | 14     | 0      |
| 2021-2022         | Cittadella        | B                 | 20         | 0          | CI              | 2               | 0               |                    | -                  | -                  |             | -           | -           | 22     | 0      |
| 2022-2023         | Cittadella        | B                 | 13         | 0          | CI              | 2               | 0               |                    | -                  | -                  |             | -           | -           | 15     | 0      |
| 2023-2024         | Cittadella        | B                 | 12         | 0          | CI              | 1               | 0               |                    | -                  | -                  |             | -           | -           | 13     | 0      |
| Totale Cittadella | Totale Cittadella | Totale Cittadella | 45         | 0          |                 | 5               | 0               |                    | -                  | -                  |             | -           | -           | 50     | 0      |
| 2024-2025         | Foggia            | C                 | 17         | 0          | CI-C            | 0               | 0               |                    | -                  | -                  |             | -           | -           | 17     | 0      |
| Totale carriera   | Totale carriera   | Totale carriera   | 96+1       | 1          |                 | 6               | 0               |                    | -                  | -                  |             | -           | -           | 103    | 1      |